# Glimmerkondensator
En glimmerkondensator er en kondensator, der bliver brugt til højfrekvensformål. Den er fremstillet med tynde glimmerskiver, som er dielektrikum (ikke-elektriske).
Glimmerkondensatoren er opbygget som en sandwich. Først kommer et lag med folie, så et lag med glimmer, så folie, og igen glimmer, osv. Folielaget er et metallag, og hvert andet metalfolie lag er forbundet med den ene terminal. På denne måde udvider man pladearealet og derved bliver kapaciteten større. I nyere typer glimmerkondensatorer er glimmerbladene belagt med pådampet sølv. Det giver større stabilitet. Hele ”sandwichen” er indstøbt i bakelit, plast eller keramik, alt efter egenskab. Ældre typer kunne være indstøbt i voks. 
En glimmerkondensator kan fås med kapaciteter fra 1 pF (pikofarad) og op til 0,1 μF (mikrofarad). Med en maksimal spænding mellem 100 og 2.500 V eller højere. Temperaturkoefficienten ligger mellem -20 ppm/°C til +100 ppm/°C. Det er den almindelige temperaturtolerance for en glimmerkondensator.
Derudover har glimmeret en dielektricitetskonstant på 5 λ. Det betyder at glimmerlagene har en isoleringsevne på 5 λ. Jo højere en isoleringsevne desto bedre.